# Fattispecie
Una fattispecie (dal latino facti species, "apparenza di fatto", nel senso di 'fatto immaginato', ovvero situazione-tipo ipotizzata), in diritto, è la situazione particolare disciplinata da una norma giuridica (o da parte di essa), nella quale sono descritte le condizioni il cui avverarsi rende la norma stessa applicabile. L'avvenimento o la situazione prevista dalla fattispecie è detta "fatto giuridico". Il complesso di norme che regolano la medesima fattispecie costituisce un "istituto giuridico".

## Elementi costitutivi
I fatti giuridici che costituiscono la fattispecie sono, in generale, avvenimenti o situazioni del mondo reale e si distinguono in:
- meri fatti, se per l'ordinamento è irrilevante la volontà del loro accadimento, a prescindere che sia determinato da un'azione umana o da una forza della natura (ad esempio il decorso di un termine, la morte di una persona, un evento meteorologico, ecc.);
- atti giuridici, se, invece, per l'ordinamento è rilevante la volontà del loro accadimento, determinato da un'azione umana (ad esempio una promessa, un testamento, una sentenza, un contratto, un atto amministrativo, una legge, ecc.).

Sotto il diverso profilo degli effetti che ne derivano, i fatti giuridici si distinguono in:
- fatti costitutivi, se il loro verificarsi determina la nascita di un rapporto giuridico;
- fatti modificativi, se il loro verificarsi determina la modificazione, oggettiva o soggettiva, di un rapporto giuridico;
- fatti estintivi, se il loro verificarsi determina il venir meno di un rapporto giuridico;
- fatti impeditivi, se il loro verificarsi impedisce la nascita di un rapporto giuridico.

A volte l'ordinamento considera vero o avvenuto un fatto giuridico nel caso sia impossibile accertare se ciò corrisponde effettivamente alla realtà o, addirittura, nonostante sia accertata una realtà contraria: si parla, in questi casi, di finzione giuridica (fictio iuris).

## Struttura logica del concetto
Il concetto di fattispecie presuppone la strutturazione della norma giuridica come un condizionale del tipo:
dove:
- A è la descrizione di un fatto o un insieme di fatti, ossia la fattispecie;
- B è la statuizione, ossia la descrizione degli effetti giuridici prodotti dalla norma (creazione, modifica o estinzione di rapporti giuridici) allorché si verifica A.

In questo modo la norma istituisce tra la fattispecie e la statuizione una relazione di causalità giuridica che una teoria, diffusa in passato ma ormai abbandonata, considerava analoga alla causalità naturale.
La stessa fattispecie può essere presa in considerazione da norme diverse che ricollegano a essa differenti effetti giuridici; se tali effetti sono tra loro logicamente incompatibili, si verifica un'antinomia. Quando, invece, una fattispecie non è prevista da alcuna norma giuridica si ha una lacuna.

## Classificazione
Si parla di fattispecie concreta per indicare un fatto o insieme di fatti concretamente verificatisi che vengono ricondotti alla descrizione astratta contenuta nella norma, la quale viene correlativamente denominata fattispecie astratta (o ipotesi normativa). L'operazione logica che riconduce la fattispecie concreta a quella astratta prende il nome di sussunzione. Posti in relazione con la fattispecie astratta, i fatti concretamente verificatisi ricevono dalla norma una qualificazione giuridica.
La fattispecie è semplice se costituita da un solo fatto, complessa se è invece costituita da una pluralità di fatti. Nel secondo caso, i fatti possono anche venire in essere in momenti diversi, nel quale caso si parla di fattispecie a formazione progressiva, l'esempio più tipico della quale è il procedimento; altrimenti si parla di fattispecie a formazione concomitante.